# Atenolol
Atenolol is een bètablokker die behoort tot de groep van selectieve β1-blokkers. Zoals andere bètablokkers wordt atenolol voorgeschreven voor de behandeling van cardiovasculaire aandoeningen zoals hypertensie, angina pectoris of aritmie. De stof vertraagt de hartslag, vermindert de zuurstofbehoefte van het hart en verlaagt de bloeddruk.
Atenolol is een chirale verbinding die als racemaat wordt gebruikt. Het is zwak lipofiel (weinig oplosbaar in vet) en passeert moeilijker de bloed-hersenbarrière dan sterk lipofiele bètablokkers zoals propranolol. Daardoor geeft atenolol minder aanleiding tot bijwerkingen op het centrale zenuwstelsel zoals levendige dromen of depressies.
Atenolol is het werkzame bestanddeel van het geneesmiddel Tenormin van AstraZeneca, dat het echter in 2006 uit de handel nam omdat er verschillende goedkopere generieke middelen met atenolol verkrijgbaar werden. Het is verkrijgbaar in tabletten met 25, 50 of 100 mg atenolol. Het werkt lang; een tablet van 50 of 100 mg atenolol werkt minstens 24 uur.